# Armada Siria

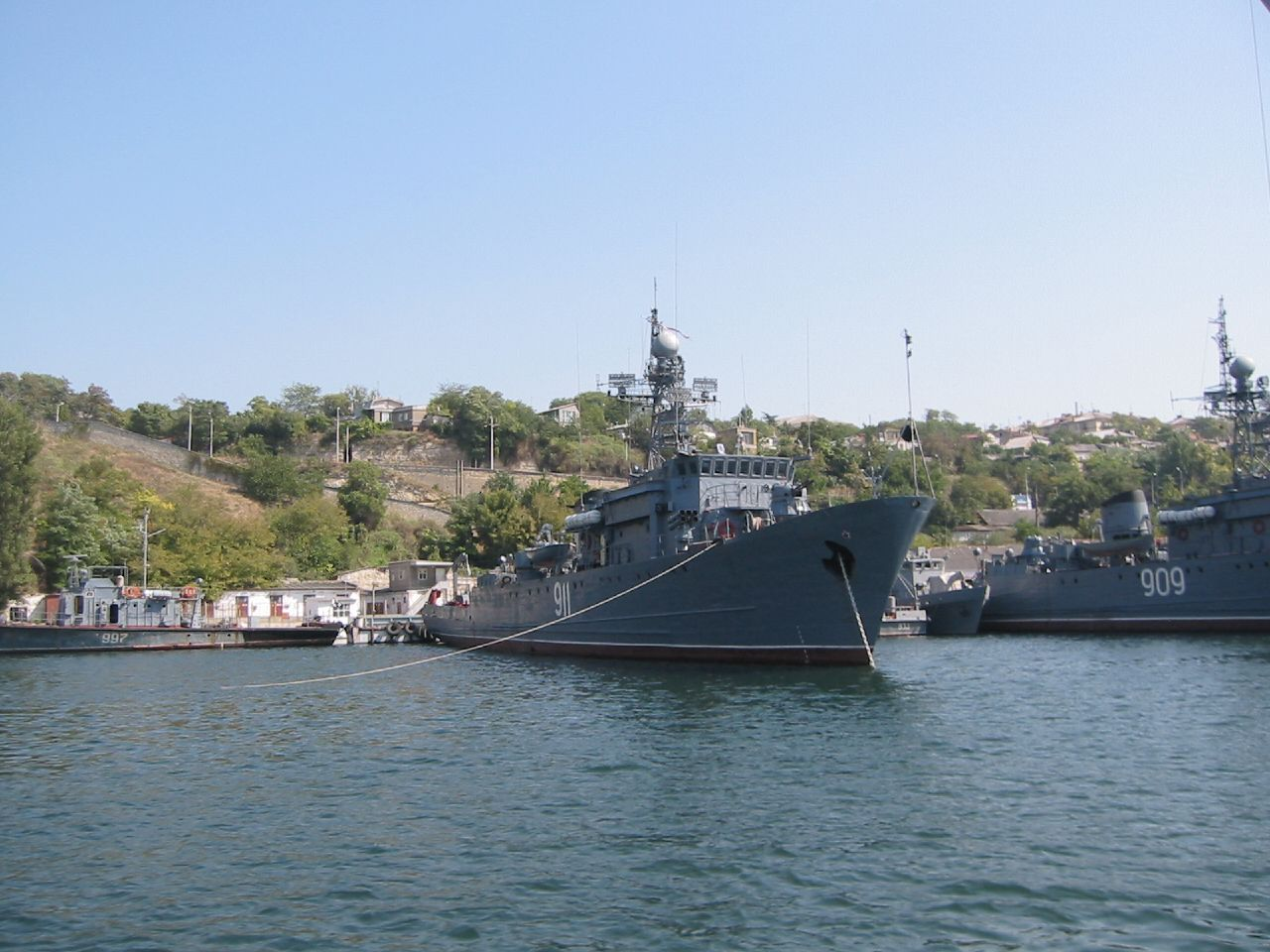
Buque de guerra sirio.

La Armada Siria (árabe: البحرية العربية السورية) o la Armada de Siria es la fuerza naval de Siria, siendo el servicio armado más pequeño de las Fuerzas Armadas de Siria. La armada está subordinada al comando regional de Latakia del Ejército de Siria, y su flota está ubicada en los puertos de Baniyas, Latakia, Minat al Bayda y Tartús.

## Historia
La Armada de Siria fue establecida en 1950, gracias a la adquisición de algunas unidades navales de Francia. El personal inicial de la Armada consistió en soldados del ejército que habían sido enviados a academias navales francesas para su entrenamiento.
Durante la Batalla de Latakia, en la guerra de Yom Kipur, la Armada de Israel hundió cinco barcos sirios sin una sola pérdida. Como resultado, la Armada de Siria se mantuvo en puerto por el resto del conflicto.

### Tartus

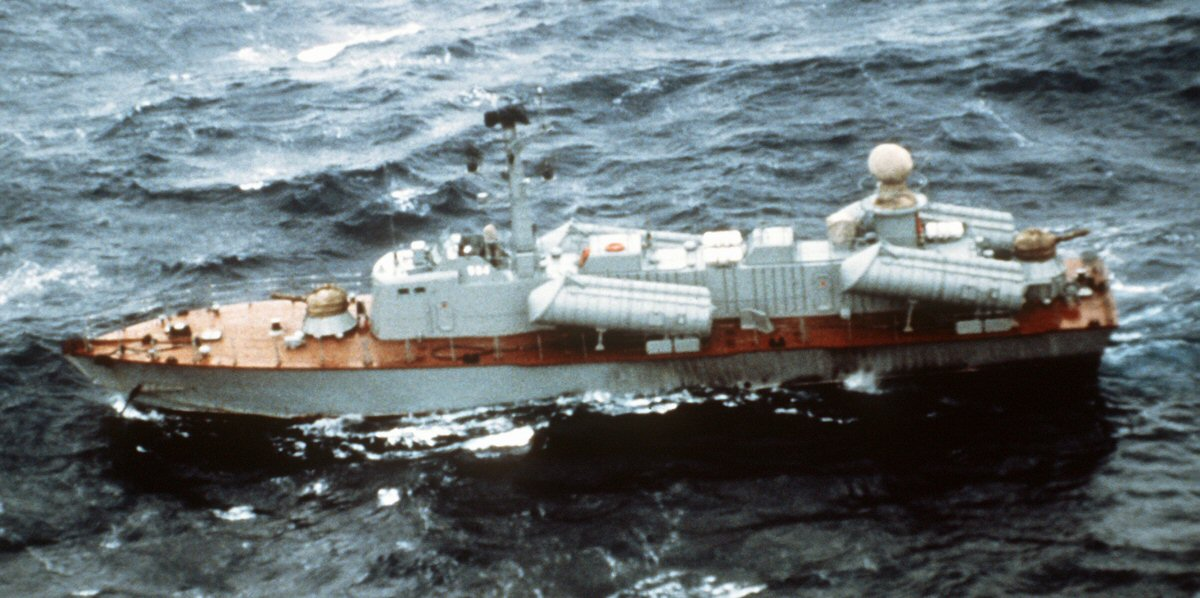
Osa II (Proyecto 205U).

La Base Naval de Tartus fue establecida por la Unión Soviética en 1971, fruto de un acuerdo con Siria. La base funcionó durante la Guerra Fría para apoyar a la flota soviética en el Mar Mediterráneo. Dado que Rusia perdonó a Siria tres cuartos de su deuda de 13,4 mil millones de dólares, adquirida durante la era soviética y se convirtió en su principal proveedor de armas, ambos países han llevado conversaciones sobre la posibilidad de permitir a Rusia desarrollar y ampliar su base naval, de modo dicho país pueda fortalecer su presencia naval en el Mediterráneo.
Debido al debilitamiento de las relaciones de Rusia con occidente desde la guerra de Osetia del Sur de 2008, y a los planes de los Estados Unidos para desplegar un escudo antimisiles en Polonia, el presidente sirio Bashar al-Asad aceptó convertir al puerto en una base permanente en Oriente Medio para las naves nucleares de Rusia. Desde 2009, Rusia ha estado remodelando la base naval de Tartus y excavando en el puerto para permitir acceso a sus barcos navales más grandes.

### Guerra civil siria
Durante la Guerra Civil Siria, activistas de oposición reclamaron que naves de la Armada siria apoyaron un ataque militar de las fuerzas de gobierno en contra de la oposición en la ciudad de Latakia.

## Equipamiento
- Submarinos

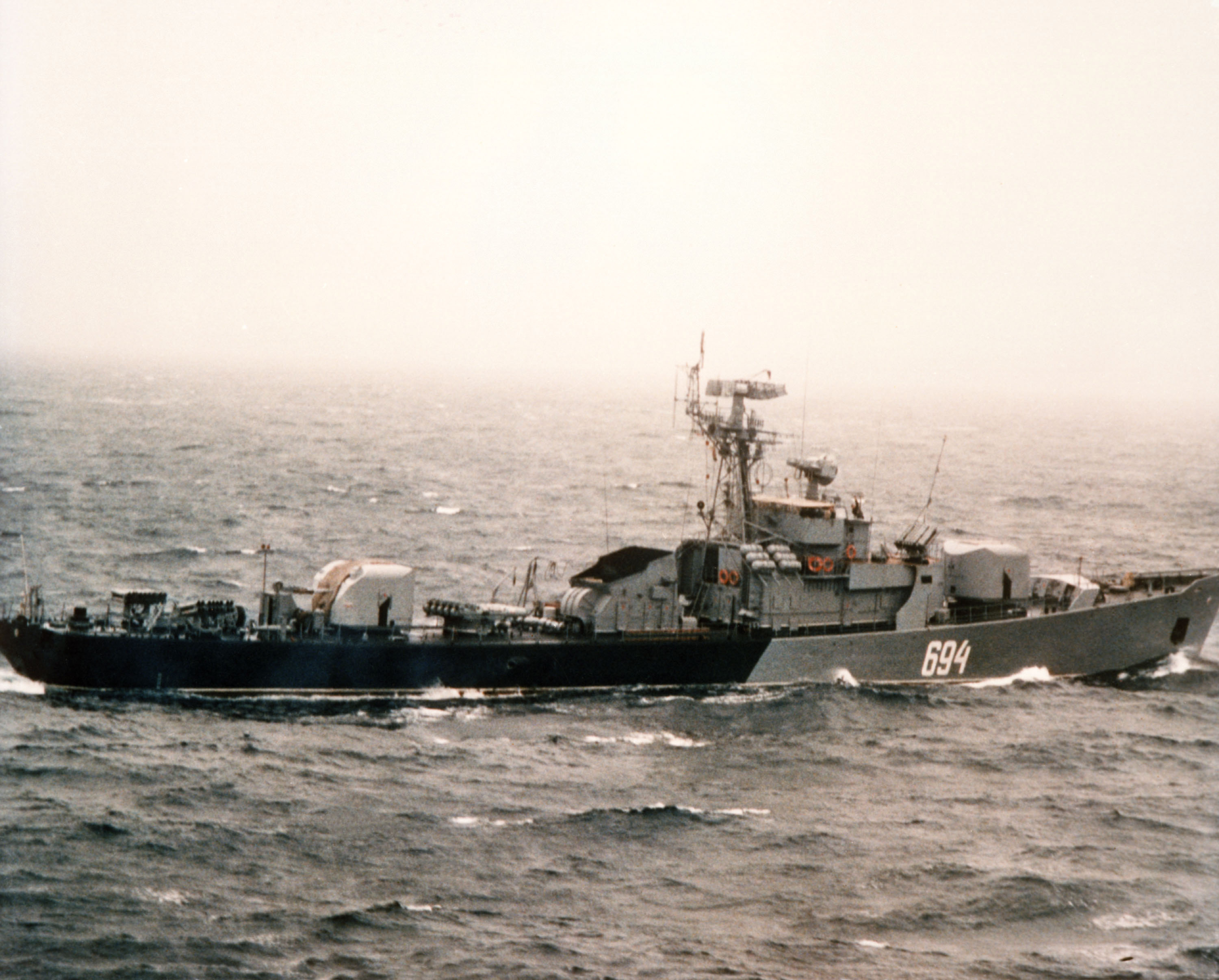
Fragata clase Petya.

  - 2 submarinos de clase Romeo (inactivos).
- Fragatas:  2 clase Petya III[7]
  - Al Assari 1-508
  - Al Hirasa 2-508
- Barcas de misil:
  -  8 Osa I
  -  12 Osa II
  -  10 Tir II (IPS 18)
- Patrulleros:
  -  8 patrulleros de clase Zhuk
  -  6 clase MIG-S-1800 (S-1900 y S-2600)
- Barcos anfibios:
  -  3 clase Polnocny B
- Barcos busca minas:
  -  1 clase Sonya
  -  5 clase Yevgenya
  -  1 clase Natya
- Aviación naval:
  - 618.º Marítimo Warfare Escuadrón
  -  11 Mil Mi-14PL Haze-A
  -  5 Kamov Ka-25
  -  5 Kamov Ka-28PL Helix-A

### Defensa costera
- PRC C-802[8]
- URSS P-5 Pyatyorka (SS-Sépalo de N-1)
- URSS P-15 Termit (SS-N-3 Styx)
- RUS K-300P Bastión-P / P-800 Yakhont (2 entregados en 2011)[9]
- URSS M1954 (M-46)